# Thomas Robertson (peintre)
Pour les articles homonymes, voir Robertson.
Thomas Robertson (Bo'ness, West Lothian, 19 août 1819-Yokohama, Japon, 8 juillet 1873) est un navigateur et peintre américain.

## Biographie
Il émigre en Australie en 1853 et devient maître sur un clipper faisant la liaison Sydney-Nouvelle-Zélande (1860). En parallèle, il peint de nombreuses scènes de marine et expose dès 1863 en Nouvelle-Zélande, à Otago, Dunedin ou Port Chalmers où il obtient une médaille de bronze.
Inspecteur de la marine à vapeur à Port Chalmers (1865-1866), il fait toute sa carrière comme capitaine  de navires de liaisons dans le service des mers de l'Australie.

## Œuvres
- Ship Scudding before a Gale, 1853

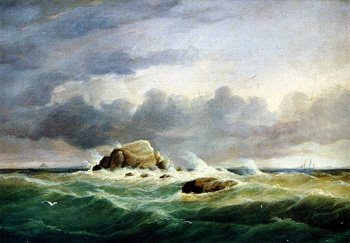
Pedra Branca, 1850

- Lady Bird at the Mitchell Library, 1855
- Citizen entering Corio Bay, 1856
- Red Jacket, Lightening and James Baines in Hobson's Bay, v.1856
- Aurora Navigating the Ice Floes, 1857
- The clipper Marco Polo in full sail, 1858
- Portland with the ship Frances Henty, 1858
- Sailing Ships of the Nineteenth Century, 1858
- The s.s. Pirate's Departure, 1860
- Vessels off Otago Heads, 1864
- Views of Otago Harbour from different points, 1865
- Aldinga, 1865
- View of Port Chalmers in 1866
- The full-rigged ship "Carabou" off the Otago Coast, Taieri, v.1867
- The Arrival of Governor Grey at Port Chalmers, 1867
- The S.S. Wellington, leaving Auckland Harbour, 1871